# Miljaj
Milaj en albanais et Miljaj en serbe latin (en serbe cyrillique : Миљај) est une localité du Kosovo située dans la commune/municipalité de Prizren et dans le district de Prizren/Prizren. Selon le recensement kosovar de 2011, elle compte 37 habitants, tous albanais.

## Démographie

### Évolution historique de la population dans la localité
| 1948 | 1953 | 1961 | 1971 | 1981 | 1991 | 2011 |
| ---- | ---- | ---- | ---- | ---- | ---- | ---- |
| 128  | 170  | 195  | 246  | 279  | 281  | 37   |

|  |